# خانه ما (فیلم)
خانهٔ ما (انگلیسی: Hamara Ghar) یک فیلم به کارگردانی خواجه احمد عباس محصول سال ۱۹۶۴ است.